# Vacher bronzé
Molothrus aeneus
Espèce
Répartition géographique
- habitat permanent
- zone de nidification

Statut de conservation UICN

 LC  : Préoccupation mineure
Le Vacher bronzé (Molothrus aeneus) est une espèce d'oiseau de la famille des ictéridés qu’on retrouve au Mexique et en Amérique centrale.

## Distribution
Le Vacher bronzé est répandu dans tout le Mexique et l’Amérique centrale incluant l’extrême sud des États-Unis. La dégradation des habitats forestiers a favorisé son abondance. C'est un nicheur résident dans toute son aire de distribution à l’exception des populations du sud des États-Unis et de certaines régions du nord du Mexique qui sont migratrice.

## Systématique
On reconnaît quatre sous-espèces au Vacher bronzé qui se distinguent surtout par la taille et la coloration du plumage des adultes :
- M.a. aeneus  (Wagler, 1829) : comprend M. involucratus (Lesson, 1839) et M. robustus (Cabanis, 1851). Occupe le sud de la Louisiane et du Texas jusqu’au sud du Mexique, toute l’Amérique centrale et le nord-ouest de la Colombie. Cette sous-espèce se répand rapidement vers le nord.
- M.a. loyei : nommé auparavant M.a. milleri (van Rossem, 1934). Occupe le nord-ouest du Mexique, le sud de l’Arizona, du Nouveau-Mexique et de la Californie.
- M.a. assimilis (Nelson, 1900) : occupe le sud-ouest du Mexique, de Jalisco à Oaxaca.
- M.a. armenti (Cabanis, 1851) : Certaines classifications considère le Vacher brun (Molothrus armenti (Cabanis, 1851)) comme une sous-espèce du Vacher bronzé auquel cas la sous-espèce porte le nom de  M.a. armenti. La classification du COI suivi par cette encyclopédie range cette dernière au niveau d’espèce distincte. Rare et localisée, le Vacher brun ne se retrouve que dans les départements d’Atlántico, Bolívar et Magdalena en Colombie.

## Habitat
Le Vacher bronzé se nourrit dans les pâturages, les zones agricoles, les terrains de golf, les pelouses, les lisières des forêts. L’habitat de nidification est plus étroitement relié aux lisières de forêts. Il s’observe également dans les parcs urbains et les banlieues.

## Nidification
Le Vacher bronzé est un parasite généraliste. On rapporte qu’il a parasité un total de 101 espèces d'oiseaux. De toutes ces espèces, 44 ont été observées élever les jeunes de ce vacher. Les espèces les plus fréquemment choisies comme hôte sont du genre Icterus.